# Braunsapis falcata
Braunsapis falcata är en biart som beskrevs av Reyes 1993. Braunsapis falcata ingår i släktet Braunsapis och familjen långtungebin. Inga underarter finns listade.

## Bildgalleri

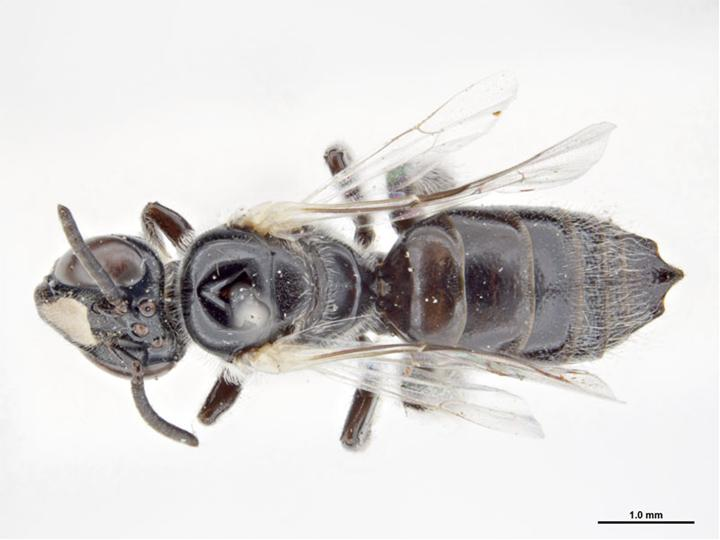
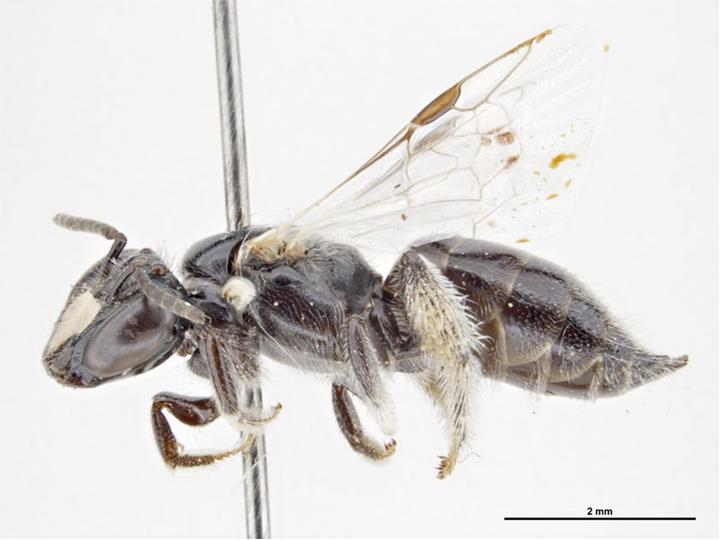